# Nicaragua en los Juegos Olímpicos de Sídney 2000
Nicaragua estuvo representada en los Juegos Olímpicos de Sídney 2000 por seis deportistas, cuatro hombres y dos mujeres, que compitieron en cinco deportes.
El portador de la bandera en la ceremonia de apertura fue el tirador Walter Martínez. El equipo olímpico nicaragüense no obtuvo ninguna medalla en estos Juegos.